# Шліфер Йосип Григорович
Йосип Григорович Шліфер (1896, Олександрія — 1943, Фрунзе) — український лікар-рентгенолог. Доктор медичних наук (1935).

## Життєпис
Йосип Шліфер навчався в Олександрійській гімназії. Був членом просвітницького гуртка, створеного Дмитром Чижевським.
Закінчив Харківський медичний інститут у 1922 році. Працював в Українському НДІ рентгенології.
У 1935 році захистив докторську дисекртацію на тему: «Рельєф слизової оболонки шлунка в рентгенівському зображенні»
Автор багатьох наукових праць у радянських і зарубіжних часописах.

## Праці
- Шлифер Иосиф Григорьевич. Рентгенологическое исследование при опухолях органов брюшной полости [Текст] : (С 184 рентгенограммами) / Проф. И. Г. Шлифер, зав. Кафедрой рентгенологии Укр. ин-та усовершенствования врачей и II Харьков. мед. ин-та. - Киев : Госмедиздат, 1938 (Хрк. : Ф-ка худ. печати изд-ва "Мистецтво"). - 240 с., 48 вкл. л. : ил.; 23 см. (рос.)